# Janczow czał
Janczow czał (bułg. Янчов чал) – szczyt pasma górskiego Riła, w Bułgarii, o wysokości 2481 m n.p.m.